# Bindusara
Bindusara (320－273 TCN) là vị hoàng đế Maurya thứ hai của Ấn Độ. Ông là con trai của người sáng lập ra triều đại Chandragupta, và là cha của vị vua nổi tiếng nhất Ashoka. cuộc sống Bindusara không được ghi chép trong các sử liệu như của hai vị vua kia: nhiều thông tin về ông ấy đến từ các nguồn huyền thoại được viết vài trăm năm sau khi ông băng hà.
Bindusara củng cố đế chế được cha mình tạo dựng nên. Các ghi chép của tác gia Tarantha Phật giáo Tây Tạng thế kỷ XV và ghi chép của chính quyền vể ông với cuộc chinh phục lãnh thổ rộng lớn ở miền nam Ấn Độ, nhưng một số nhà sử học nghi ngờ tính xác thực lịch sử của tuyên bố này.
Vua Bindusara có bốn người vợ và năm con trai, trong đó 1 đứa con út đã chết do mũi tên độc của hoàng tử Susima
Các nguồn tài liệu Phật giáo ghi chép về ông bao gồm Divyavadana (gồm cả Ashokavadana và Pamsupradanavadana), Dipavamsa, Mahavamsa, Vamsatthappakasini (cũng được biết đến với tên Mahvamsa Tika hoặc "Mahavamsa commentary"), Samantapasadika, và các ghi chép thế kỷ XVI của Taranatha. Các nguồn Jain bao gồm Parishishta-Parvan thế kỷ XII bởi Hemachandra và Rajavali-Katha thế kỷ XIX bởi Devachandra. Tài liệu Hindu Puranas cũng đề cập Bindusara trong các phả hệ các vị hoàng đế Maurya. Một số tài liệu Hy Lạp cũng ghi chép tên ông là "Amitrochates" hoặc các biến thể tên khác.